# 5-癸炔
5-癸炔（英語：5-Decyne，也称为二正丁基乙炔）是癸炔的一种同分异构体，分子式C10H18，5号与6号碳原子之间为碳碳三键。在常温常压下，5-癸炔密度为0.766 g/mL，沸点为177摄氏度，摩尔质量为138.25 g/mol。5-癸炔与4-辛炔、3-己炔和2-丁炔都为对称炔烃。